# Mirrorcle World
Mirrorcle World – czterdziesty trzeci singel japońskiej piosenkarki Ayumi Hamasaki, wydany 8 kwietnia 2008. Singel został wydany dokładnie dziesięć lat po debiutanckim singlu poker face; zawiera dwa ponowne nagrania utworów YOU i Depend on you. Tytułowy utwór jest rozszerzoną wersją utworu Mirror dwuminutowego wprowadzającego utworu z dziewiątego albumu piosenkarki GUILTY. W pierwszym tygodniu sprzedano 145 576 kopii, natomiast 193 016 kopii całościowo w Japonii, a 254 000 kopii przez wytwórnię Avex.

## Lista utworów
| CD (wersja YOU)           |                                                           |                  |                  |      |
| Nr                        | Tytuł                                                     | Muzyka           | Aranżacja        | Czas |
| 1.                        | "Mirrorcle World (Original Mix)"                          | Yuta Nakano      | Yuta Nakano      | 5:16 |
| 2.                        | "Life (Original Mix)"                                     | Tetsuya Yukumi   | Yuta Nakano      | 3:49 |
| 3.                        | "YOU (10th Anniversary version)"                          | Yasuhiko Hoshino | HΛL              | 4:47 |
| 4.                        | "Mirrorcle World (Original Mix -Instrumental-)"           | Yuta Nakano      | Yuta Nakano      | 5:16 |
| 5.                        | "Life (Original Mix -Instrumental-)"                      | Tetsuya Yukumi   | Yuta Nakano      | 3:49 |
| 6.                        | "YOU (10th Anniversary version -Instrumental-)"           | Yasuhiko Hoshino | HΛL              | 4:43 |
| CD (wersja Depend on you) |                                                           |                  |                  |      |
| Nr                        | Tytuł                                                     | Muzyka           | Aranżacja        | Czas |
| 1.                        | "Mirrorcle World (Original Mix)"                          | Yuta Nakano      | Yuta Nakano      | 5:16 |
| 2.                        | "Life (Original Mix)"                                     | Tetsuya Yukumi   | Yuta Nakano      | 3:49 |
| 3.                        | "Depend on you (10th Anniversary version)"                | Kazuhito Kikuchi | CMJK             | 4:41 |
| 4.                        | "Mirrorcle World (Original Mix -Instrumental-)"           | Yuta Nakano      | Yuta Nakano      | 5:16 |
| 5.                        | "Life (Original Mix -Instrumental-)"                      | Tetsuya Yukumi   | Yuta Nakano      | 3:49 |
| 6.                        | "Depend on you (10th Anniversary version -Instrumental-)" | Kazuhito Kikuchi | CMJK             | 4:38 |
| DVD                       |                                                           |                  |                  |      |
| Nr                        | Tytuł                                                     | Muzyka           | Reżyser          | Czas |
| 1.                        | "Mirrorcle World (Music Video)"                           | Yuta Nakano      | Kazuki Shimomura |      |
| 2.                        | "Mirrorcle World (Making Clip)"                           | Yuta Nakano      |                  |      |

## Wystąpienia na żywo
- 25 marca 2008 – CDTV x SACAS!
- 31 grudnia 2008 – 59th Kouhaku Utagassen
- 25 marca 2011 – 'Life' at Music Station